# Anekdot
Anekdot (grekiska: Ἀνέκδοτα Anékdota, icke-utgiven) är en kortare, ofta humoristisk, redogörelse av en händelse, vanligen med någon form av slutpoäng. Det är en kort och uddig berättelse om en mer eller mindre märkvärdig tilldragelse eller om ett karaktärsdrag, ett träffande yttrande, en egenhet hos en person eller just själva tinget kopplat till berättelsen.
I vetenskapliga sammanhang är en anekdot ett enskilt exempel som används för att styrka ens påståenden. Anekdotisk bevisföring anses inom naturvetenskap allmänt sämre än vetenskaplig bevisföring framtagen genom deduktion.

## Etymologi
Prokopios som var jurist i Palestina år 500 kallade en hemlig berättelse som var full av skandalösa avslöjanden om Justinianus I regering för Anekdota, ogiltig. Utifrån det har sedan betydelsen kommit att utvecklas.

## Äldre betydelser
En anekdot var länge en benämning på en skrift som inte blivit offentliggjord. När boktryckarkonsten uppfanns kallades en gammal skrift eller ett fragment av en skrift för anekdoton.

## Exempel på anekdoter
1. Vi pratar om olika maträtter. Jag berättar om vad jag åt igår.
2. Ett av resultaten i golf är bogey som betyder att spelaren slår bollen i hål ett slag över hålets par. Den golftermen gav upphov till Colonel Bogey March, använd som filmmusik i filmen Bron över floden Kwai.